# Noterus granulatus
Noterus granulatus is een keversoort uit de familie diksprietwaterkevers (Noteridae). De wetenschappelijke naam van de soort werd in 1883 gepubliceerd door Maurice Auguste Régimbart.